# Бродзенцин
Бродзенцин (пол. Brodzięcin) — село в Польщі, у гміні Ойжень Цехановського повіту Мазовецького воєводства.
Населення — 103 особи (2011).
У 1975—1998 роках село належало до Цехановського воєводства.

## Демографія
Демографічна структура станом на 31 березня 2011 року:
|          | Загалом | Допрацездатний вік | Працездатний вік | Постпрацездатний вік |
| -------- | ------- | ------------------ | ---------------- | -------------------- |
| Чоловіки | 58      | 9                  | 39               | 10                   |
| Жінки    | 45      | 11                 | 26               | 8                    |
| Разом    | 103     | 20                 | 65               | 18                   |